# Ralf Sonn
Ralf Heiner Sonn (* 17. Januar 1967 in Weinheim) ist ein ehemaliger deutscher Hochspringer. Bei den Halleneuropameisterschaften 1992 gewann er die Bronzemedaille.
Bei den Halleneuropameisterschaften 1989 in Den Haag stand Sonn erstmals in einem internationalen Finale und wurde mit 2,27 m Vierter. Im Sommer wurde er bei den Deutschen Meisterschaften Zweiter hinter Dietmar Mögenburg. In der Hallensaison 1990 gewann Sonn seinen ersten Deutschen Meistertitel, erreichte aber bei den Halleneuropameisterschaften in Glasgow mit 2,24 m nur den siebten Platz. In der Freiluftsaison wurde er erneut Vizemeister hinter Mögenburg. Bei den Europameisterschaften in Split kam er mit 2,28 m auf den siebten Platz. In der Hallensaison 1991 verteidigte Sonn seinen Meistertitel. Am 1. März gelang ihm in Berlin mit 2,39 m der höchste Sprung seiner Karriere. 
In der Hallensaison 1992 gewann er seinen dritten Meistertitel in Folge. Bei den Halleneuropameisterschaften in Genua siegte Patrik Sjöberg vor Sorin Matei, und Sonn gewann mit 2,29 m gleichauf mit Dragutin Topić Bronze. Im Sommer gewann Sonn seinen einzigen Freiluft-Titel bei Deutschen Meisterschaften in München. Bei den Olympischen Spielen in Barcelona wurde Sonn mit 2,31 m Sechster, wies dabei aber nur einen Rückstand von drei Zentimetern auf den Olympiasieger Javier Sotomayor auf. 1993 wurde er erneut nationaler Hallenmeister und wurde im Freien zweiter hinter Wolf-Hendrik Beyer. Bei den Weltmeisterschaften in Stuttgart sprang Sonn mit 2,34 m die größte Höhe, die ihm unter freiem Himmel je gelang, und ging damit sogar kurzzeitig in Führung. Am Ende wurde er Vierter. 
1994 verlor Sonn in der Halle gegen Beyer. Bei den Europameisterschaften in Helsinki wurde er mit 2,25 m Zwölfter. 1995 gewann er den Hallentitel zurück und wurde bei den Hallenweltmeisterschaften in Barcelona mit 2,28 m Fünfter. Im Freien wurde er Vizemeister hinter Beyer, schied aber bei den Weltmeisterschaften in Göteborg in der Qualifikation aus. 1996 gewann Sonn seinen sechsten Hallentitel.
Sonn ist 1,97 m und wog in seiner aktiven Zeit 85 kg. Während seiner gesamten Karriere trat er für die TSG 1862 Weinheim an. Er heiratete die für die MTG Mannheim startende, mehrfache Deutsche Meisterin im Hürdensprint, Caren Jung.